# Cabo Odger (OPV-84)
El OPV-84 Cabo Odger es un patrullero de zona marítima de la Armada de Chile, construido por ASMAR en Talcahuano. Fue puesto en servicio en agosto de 2017, con destinación a la cuarta zona naval de la Armada, con base en el puerto de Iquique.
Tiene 80,6 metros de eslora, 13 m de manga y 4,5 m de calado.  El buque puede transportar un total de 62 personas y tiene como principales roles el patrullaje, la vigilancia y el control marítimo de las aguas jurisdiccionales de Chile, búsqueda y salvamento marítimo, control y combate de la contaminación acuática, apoyo al mantenimiento de la señalización marítima, apoyo logístico a zonas aisladas, policía marítima, mando y control de un grupo de tarea defensivo y transporte auxiliar.
Forma parte del proyecto Danubio 4 y se suma a los patrulleros OPV-81 Piloto Pardo, OPV-82 Comandante Toro y OPV-83 Marinero Fuentealba, de la Armada de Chile. La embarcación lleva el nombre del cabo Leopoldo Odger Flores, uno de los héroes del naufragio de la escampavía Janequeo (ATF-65) ocurrido el 15 de agosto de 1965, quien salvó la vida del cabo Juan Espinoza Montiel y del marinero Osvaldo Calderón Mancilla, y que falleció intentando socorrer a más víctimas en medio de un intenso temporal.